# Gnorimoschemini
A Gnorimoschemini a valódi lepkék (Glossata) alrendjébe tartozó sarlós ajkú molyfélék (Gelechiidea) családjában a sarlós ajkú molyformák (Gelechiinae) alcsaládjának egyik nemzetsége mintegy félszáz nemmel. A fajok többségét magyarul ilyen-olyan sarlósmolynak nevezik; a Caryocolum nem több faját csillaghúrmolyokként említjük.

## Származása, elterjedése
Nemei közül 21-nek Európában is élnek fajai:
- Agonochaetia
- Caryocolum
- Cosmardia
- Ephysteris
- Gnorimoschema
- Keiferia
- Klimeschiopsis
- Lutilabria
- Microlechia
- Ochrodia
- Paraschema
- Phthorimaea
- Pogochaetia
- Sattleria
- Scrobipalpa
- Scrobipalpopsis
- Scrobipalpula
- Scrobischema
- Tecia
- Tila
- Turcopalpa
- Tuta
- Vladimirea

Magyarországról 10 nem 48 faját írták le:
- Agonochaetia nem (Povolný, 1965):
  - tiroli sarlósmoly (Agonochaetia intermedia Sattler, 1968) — Magyarországon szórványos (Pastorális, 2011)
- Caryocolum nem (Gregor & Povolný, 1954)
  - madárhúr-sarlósmoly (Caryocolum alsinella Zeller, 1868) — Magyarországon sokfelé előfordul (Horváth, 1997, Pastorális, 2011, Pastorális & Szeőke, 2011);
  - szurokszegfű-sarlósmoly (Caryocolum amaurella M. Hering, 1924) — Magyarországon többfelé előfordul (Pastorális, 2011);
  - feketesávos csillaghúrmoly (Caryocolum blandella, C. maculea Douglas, 1852) — Magyarországon közönséges (Horváth, 1997, Fazekas, 2001, Pastorális, 2011, Pastorális & Szeőke, 2011);
  - apró csillaghúrmoly (Caryocolum blandulella Tutt, 1887) — Magyarországon szórványos (Horváth, 1997, Pastorális, 2011, Pastorális & Szeőke, 2011)
  - szárduzzasztó sarlósmoly (Caryocolum cauligenella Schmid, 1863) — Magyarországon többfelé előfordul (Pastorális, 2011);
  - szappangyökér-sarlósmoly (Caryocolum fischerella Treitschke, 1833) — Magyarországon sokfelé előfordul (Horváth, 1997, Pastorális, 2011, Pastorális & Szeőke, 2011);
  - ékfoltos csillaghúrmoly (Caryocolum huebneri, C. knaggsiella Haworth, 1828) — Magyarországon sokfelé előfordul (Horváth, 1997, Pastorális, 2011, Pastorális & Szeőke, 2011);
  - magyar habszegfűmoly (Caryocolum inflativorella Klimesch, 1938) — Magyarországon sokfelé előfordul (Pastorális, 2011);
  - hamvas csillaghúrmoly (Caryocolum junctella Douglas, 1851) — Magyarországon szórványos (Pastorális, 2011)
  - barátszegfű-sarlósmoly (Caryocolum leucomelanella Zeller, 1839) — Magyarországon többfelé előfordul (Pastorális, 2011);
  - fehértorú sarlósmoly (Caryocolum leucothoracellum Klimesch, 1953) — Magyarországon sokfelé előfordul (Horváth, 1997, Fazekas, 2001, Pastorális, 2011, Pastorális & Szeőke, 2011);
  - márványos sarlósmoly (Caryocolum marmorea Haworth, 1828) — Magyarországon szórványos (Horváth, 1997, Pastorális, 2011, Pastorális & Szeőke, 2011)
  - fátyolvirág-sarlósmoly (Caryocolum petryi Hofmann, 1899) — Magyarországon szórványos (Horváth, 1997, Pastorális, 2011, Pastorális & Szeőke, 2011)
  - feketefoltos csillaghúrmoly (Caryocolum proxima, C. proximum, C. maculiferella Haworth, 1828) — Magyarországon közönséges (Horváth, 1997, Fazekas, 2001, Buschmann, 2003, Pastorális, 2011, Pastorális & Szeőke, 2011);
  - háromszínű csillaghúrmoly (Caryocolum tricolorella Haworth, 1812) — Magyarországon közönséges (Horváth, 1997, Fazekas, 2001, Pastorális, 20, Pastorális & Szeőke, 2011);
  - kiskunsági sarlósmoly (Caryocolum vicinella, C. inflatella Douglas, 1851) — Magyarországon többfelé előfordul (Horváth, 1997, Pastorális, 2011, Pastorális & Szeőke, 2011);
  - kakukkszegfű-sarlósmoly (Caryocolum viscariella Stainton, 1855) — Magyarországon szórványos Horváth, 1997, Pastorális, 2011, Pastorális & Szeőke, 2011)
- Cosmardia nem (Povolný, 1965):
  - mécsvirág-sarlósmoly (Cosmardia moritzella Treitschke, 1835) — Magyarországon közönséges (Horváth, 1997, Fazekas, 2001, Buschmann, 2003, Pastorális, 2011, Pastorális & Szeőke, 2011);
- Ephysteris nem Meyrick, 1908):
  - buckalakó sarlósmoly (Ephysteris inustella Zeller, 1847) — Magyarországon többfelé előfordul (Horváth, 1997, Buschmann, 2003, Pastorális, 2011, Pastorális & Szeőke, 2011);
  - őszi sarlósmoly (Ephysteris promptella, E. xanthorhabda Staudinger, 1859) — Magyarországon szórványos (Fazekas, 2001, Pastorális, 2011)
- Gnorimoschema nem (Busck, 1900)
  - rozsdabarna sarlósmoly (Gnorimoschema herbichii, G. pazsickyi Nowicki, 1864) — Magyarországon szórványos (Pastorális, 2011),
  - mediterrán sarlósmoly (Gnorimoschema soffneri, G. antiquum Riedl, 1965) — Magyarországon szórványos (Pastorális, 2011),
- Klimeschiopsis nem (Povolný, 1967):
  - sárga képű sarlósmoly (Klimeschiopsis kiningerella Duponchel, 1843) — Magyarországon szórványos (Pastorális, 2011),
- Phthorimaea nem (Meyrick, 1902):
- burgonya-sarlósmoly (Phthorimaea operculella Zeller, 1873) — Magyarországon szórványos (Pastorális, 2011),
- Scrobipalpa nem Janse, 1951):
  - aszatrágó sarlósmoly (Scrobipalpa acuminatella Sircom, 1850) — Magyarországon sokfelé előfordul (Fazekas, 2001, Pastorális, 2011);
  - Arenberger sarlósmolya (Scrobipalpa arenbergeri Povolný, 1973) — Magyarországon szórványos (Pastorális, 2011),
  - rozsdacsíkos sarlósmoly (Scrobipalpa artemisiella Treitschke, 1833) — Magyarországon közönséges (Horváth, 1997, Buschmann, 2003, Pastorális, 2011, Pastorális & Szeőke, 2011);
  - rozsdaszárnyú sarlósmoly (Scrobipalpa atriplicella Fischer von Röslerstamm, 1841) — Magyarországon sokfelé előfordul (Horváth, 1997, Fazekas, 2001, Pastorális, 2011, Pastorális & Szeőke, 2011);
  - margaréta-sarlósmoly (Scrobipalpa chrysanthemella Hofmann, 1867) — Magyarországon szórványos (Horváth, 1997, Pastorális, 2011, Pastorális & Szeőke, 2011),
  - hajnalmoly (Scrobipalpa erichi Povolný, 1964) — Magyarországon szórványos (Pastorális, 2011),
  - francia sarlósmoly (Scrobipalpa gallicella Constant, 1885) — Magyarországon szórványos (Pastorális, 2011),
  - fehérüröm-sarlósmoly (Scrobipalpa halonella Herrich-Schäffer, 1854) — Magyarországon szórványos (Pastorális, 2011),
  - tihanyi sarlósmoly (Scrobipalpa hungariae Staudinger, 1871) — Magyarországon többfelé előfordul Horváth, 1997, Fazekas, 2001, Pastorális, 2011, Pastorális & Szeőke, 2011);
  - Smith sarlósmolya (Scrobipalpa mithi Povolný & Bradley, 1964) — Magyarországon szórványos (Pastorális, 2011),
  - széki sarlósmoly (Scrobipalpa nitentella Fuchs, 1902) — Magyarországon szórványos (Pastorális, 2011),
  - libatopfúró sarlósmoly (Scrobipalpa obsoletella Fischer von Röslerstamm, 1841) — Magyarországon sokfelé előfordul (Buschmann, 2003, Pastorális, 2011);
  - répaaknázó sarlósmoly (Scrobipalpa ocellatella Boyd, 1858) — Magyarországon közönséges (Horváth, 1997, Buschmann, 2003, Fazekas, 2001, Pastorális, 2011, Pastorális & Szeőke, 2011);
  - egyszínű sarlósmoly (Scrobipalpa pauperella, S. klimeschi Heinemann, 1870) — Magyarországon többfelé előfordul (Horváth, 1997, Pastorális, 2011, Pastorális & Szeőke, 2011);
  - parlagi sarlósmoly (Scrobipalpa proclivella, S. opificella Fuchs, 1886) — Magyarországon többfelé előfordul (Horváth, 1997, Pastorális, 2011, Pastorális & Szeőke, 2011);
  - Reiprich sarlósmolya (Scrobipalpa reiprichi Povolný, 1984) — Magyarországon szórványos Horváth, 1997, Pastorális, 2011, Pastorális & Szeőke, 2011),
  - vaksziki sarlósmoly (Scrobipalpa salinella, S. salicorniae Zeller, 1847) — Magyarországon többfelé előfordul (Pastorális, 2011);
  - szikhagyma-sarlósmoly (Scrobipalpa samadensis, S. plantaginella Pfaffenzeller, 1870) — Magyarországon többfelé előfordul (Buschmann, 2003, Pastorális, 2011);
  - Stange sarlósmolya (Scrobipalpa stangei M. Hering, 1889) — Magyarországon szórványos (Pastorális, 2011),
- Scrobipalpula nem (Povolný, 1964):
  - szalmagyopár-sarlósmoly (Scrobipalpula psilella Herrich-Schäffer, 1854) — Magyarországon többfelé előfordul (Horváth, 1997, Pastorális, 2011, Pastorális & Szeőke, 2011);
  - martilapu-sarlósmoly (Scrobipalpula tussilaginis, S. tussilaginella Frey, 1867) — Magyarországon szórványos (Pastorális, 2011),
- Tuta nem Kieffer & Jørgensen, 1910):
  - paradicsom-sarlósmoly (Tuta absoluta Meyrick, 1917) — Magyarországon szórványos (Pastorális, 2011),